# Giuseppe Insalaco
Giuseppe Insalaco (San Giuseppe Jato, 12 ottobre 1941 – Palermo, 12 gennaio 1988) è stato un politico italiano, già sindaco di Palermo per un periodo trimestrale, vittima di mafia.

## Biografia
Nato a San Giuseppe Jato il 12 ottobre 1941, era figlio di un sottufficiale dei Carabinieri. Vicino a Franco Restivo, dopo la morte di quest'ultimo aderisce in seguito alla corrente politica di Amintore Fanfani della Democrazia Cristiana. 
Per la prima volta eletto nel consiglio comunale di Palermo nel 1970, è stato nominato deputato due volte. Ha ricoperto anche la carica di assessore all'igiene. Fu sindaco di Palermo per tre mesi, dal 17 aprile al 13 luglio del 1984. Durante la sua sindacatura, la decisione di non ricorrere più al sistema della licitazione privata nell'aggiudicazione degli appalti comunali gli attirò numerose inimicizie, che culminarono con le dimissioni dell'assessore alla manutenzione Salvatore Midolo, appartenente alla corrente politica di Vito Ciancimino. Poi, ben tre lettere anonime lo accusarono di aver intascato una tangente per la vendita di terreni non edificabili ad alcuni costruttori in odor di mafia e perciò fu costretto alle dimissioni. Fu ascoltato dalla Commissione antimafia presieduta da Abdon Alinovi il 3 ottobre 1984 - insieme al suo predecessore Elda Pucci e all'allora sindaco in carica Nello Martellucci - sulle ingerenze della mafia nella politica palermitana. Iniziò dicendo:

Denunciò dunque le pressioni subite da Vito Ciancimino e dal suo entourage, che indicò come i gestori dei grandi appalti al comune di Palermo per conto della mafia, aggiungendo anche: 
Due settimane dopo aver fatto queste dichiarazioni, l'automobile di Insalaco fu bruciata davanti alla sua abitazione nonostante la presenza degli agenti di scorta che vigilavano sul giudice Giovanni Falcone (il quale abitava nel suo stesso palazzo in via Notarbartolo).
Il 18 novembre dello stesso anno, entrò all'Assemblea Regionale Siciliana, subentrando all'onorevole Rosario Nicoletti, morto suicida. Tuttavia il 5 febbraio 1985 venne emesso un mandato di cattura nei suoi confronti sulla base delle accuse contenute nelle lettere anonime e si diede per circa un mese alla latitanza. Decise di consegnarsi solamente ai giudici Antonino Caponnetto e Giovanni Falcone, ai quali denunciò nuovamente la circostanza che gli appalti comunali erano gestiti da un comitato d'affari presieduto da Vito Ciancimino e dal conte Arturo Cassina. In agosto ebbe infine la libertà provvisoria.

### L'assassinio
Fu poi assassinato a colpi di pistola mentre si trovava in una Fiat 132 in via Alfredo Cesareo il 12 gennaio 1988. Sul luogo del delitto, gli assassini abbandonarono un casco e la pistola utilizzata nell'omicidio. In conseguenza di ciò è stato dichiarato "Vittima della Mafia". Dopo la sua morte, fu trovato un memoriale di 17 pagine, in cui Insalaco accusava diversi esponenti della DC palermitana e il sistema di gestione degli appalti e del potere cittadino, denunciando inoltre il ruolo occulto della confraternita dei Cavalieri del Santo Sepolcro, presieduta dal conte Arturo Cassina. Due giorni dopo l'omicidio, venne assassinato anche l'agente di polizia Natale Mondo. È sepolto nel cimitero di Santa Maria di Gesù.
Il 17 dicembre 2001 sono stati confermati in Cassazione gli ergastoli per Domenico Ganci e Domenico Guglielmini, riconosciuti responsabili dell'omicidio di Giuseppe Insalaco sulla base delle accuse dei collaboratori di giustizia Calogero Ganci, Francesco Paolo Anzelmo e Antonino Galliano.

## Memoria
Giuseppe Insalaco è ricordato ogni anno il 21 marzo nella Giornata della Memoria e dell'Impegno di Libera, la rete di associazioni contro le mafie, che in questa data legge il lungo elenco dei nomi delle vittime di mafia e fenomeni mafiosi. Nel marzo 2021, a seguito della pubblicazione del romanzo “Il volto delle streghe”, edito da Edizioni Ex Libris nel 2019, il Comune di Palermo ha deciso d’intitolare il nuovo presidio sanitario veterinario all’ex Sindaco Giuseppe Insalaco, grazie al quale nel 1984, anticipando di 7 anni la Legge Nazionale sul randagismo, vietò la soppressione dei cani che sostavano in canile oltre che la destinazione degli stessi negli stabulari ove si praticava la sperimentazione animale.

## Libri
- Claudio Fava, Cinque delitti imperfetti. Impastato, Giuliano, Insalaco, Rostagno, Falcone, A. Mondadori, 1994, ISBN 88-04-37905-7
- Bianca Stancanelli, La città marcia. Racconto siciliano di potere e di mafia, Marsilio Editori, 2016, pp. 272, ISBN 978-88-31723-20-6.
- Renzo Conti, Il volto delle streghe, Palermo, Ex Libris, 2019,  p. 136, ISBN 978-88-31305-09-9.